# Дебър (област)
Вижте пояснителната страница за други значения на Дебър.
Област Дебър (на албански: Qarku i Dibrës) е административно-териториална област в Албания, разположена в североизточната част на страната, с площ от 2586 км2. Съставена е от 4 общини – Булкиза, Дебър, Клос и Мат. Числеността на населението според преброяването през 2011 г. е 137 047 души. Административен център е град Пешкопия.

## География
Граничи с областите: Кукъс на север, Лежа на северозапад, Драч на запад, Тирана на югозапад, Елбасан на юг.

## История
До 2000 г. областта се състои от 3 окръга – Дебър, Булкиза и Мат, с общо 35 общини. С реформата от 2015 г. окръзите са закрити, а общините са укрупнени до 4.